# ماكس كوفمان
ماكس كوفمان (بالإنجليزية: Max Rudolf Kaufmann)‏ (و. 1886 – 1963 م) هو لغوي، وصحفي، ومؤلف، ومترجم، وكاتب، من سويسرا، ولد في بازل، توفي في بون، عن عمر يناهز 77 عاماً.

## جوائز
حصل على جوائز منها:
- وسام استحقاق جمهورية ألمانيا الاتحادية
- نيشان استحقاق صليب الضباط لجمهورية ألمانيا الاتحادية.